# Вила Наљос (Удине)
Вила Наљос је насеље у Италији у округу Удине, региону Фурланија-Јулијска крајина.
Према процени из 2011. у насељу је живело 25 становника. Насеље се налази на надморској висини од 92 м.